# Brainbox (band)
Brainbox is een Nederlandse rockgroep, oorspronkelijk afkomstig uit Amsterdam. Gitarist Jan Akkerman en drummer Pierre van der Linden, beiden later lid van de band Focus, maakten deel uit van de oorspronkelijke bezetting, naast zanger Kaz Lux en basgitarist André Reijnen.

## Biografie
De band werd in 1969 opgericht door Jan Akkerman onder stimulans van popmanager John B. van Setten met de leden Jan Akkerman (gitaar), Kaz Lux (zang), Pierre van der Linden (drums) en André Reijnen (bas). De debuutsingle Down Man verried al meteen het enorme potentieel van de groep met hun progressieve bluesstijl en vooral het karakteristieke, hoge stemgeluid van Kaz Lux. Bovendien bleken Lux en Akkerman in staat tot het schrijven van origineel materiaal, terwijl de covers opvielen door de verrassende interpretatie. Bekende covers van Brainbox zijn Summertime van George Gershwin uit de opera Porgy and Bess, de traditionele Engelse ballade Scarborough Fair en Reason to Believe van Tim Hardin.
Het naamloze debuutalbum uit 1969 bevat nummers als Dark Rose en Sea of Delight. Down Man werd een bescheiden hit in de Verenigde Staten. In Nederland had Brainbox een aantal hitsingles waaronder Between Alpha and Omega, Doomsday Train, The Smile (Old Friends Have a Right to) en Summertime.
Na het veelbelovende debuutalbum vertrokken kort na elkaar zowel Akkerman als Van der Linden om samen met Thijs van Leer de band Focus te gaan vormen. Nieuwe gitarist werd Herman Meyer, die na enige tijd gezelschap kreeg van Rudy de Queljoe (ex-Dragonfly) en als drummer kwam Frans Smit over uit De Maskers. Meyer maakte na twee singles plaats voor John Schuursma. Ondanks de wijzigingen bleef Brainbox landelijk zeer populair. Na het vertrek van Kaz Lux in 1971, vervangen door zanger Michel van Dijk, viel de groep wegens afnemend succes in 1972 uit elkaar. Op de lp Parts is het laatste lid van het eerste uur, André Reijnen, ook vertrokken en het album heeft nog maar weinig te maken met het originele Brainbox. Fans laten het album dan ook links liggen.
Vanaf 2003 gaf Brainbox samen met de band Flavium een aantal reünie-concerten in Nederland, waarvan een live-cd The last train is uitgebracht. De band speelde vrijwel in de post-Akkerman bezetting van 1970 (Lux, Van der Linden, De Queljoe en Schuursma) aangevuld met Eric Bagchus als bassist.
In oktober 2009 riep Kaz Lux de band toch weer bij elkaar. Het eerste optreden vond plaats op 9 januari 2010 in De Lantaarn te Hellendoorn en er volgde een toer door Nederland in januari, februari maart en april 2010. In 2011 nam de band voor het eerst in bijna 40 jaar een nieuw studioalbum op met als titel The 3rd Flood en ging weer toeren.
De samenstelling van de band was, afgezien van de constante aanwezigheid van Lux en De Queljoe, wisselend. Zo verving Mick Heine regelmatig John Schuurma op gitaar en viel Hans Waterman (bekend van Cuby + Blizzards) vaak in voor drummer Pierre van der Linden als deze verplichtingen had met Focus. Cees van der Laarse speelde vaak als basgitarist.
Jan Akkerman ging in 2012 met het oude Brainboxrepertoire toeren onder de naam My Brainbox, met als zanger Bert Heerink (ex-Vandenberg).
In april 2018 kozen de lezers van het Nederlandse maandblad Lust for Life het album Brainbox tot nummer vier van de beste albums van de Lage Landen.

## Discografie

### Singles
- Down man / Woman's gone (1969)
- Sea of delight / Amsterdam the first days (1969)
- Summertime / Dark rose (1969)
- To you / So helpless (1970)
- Between alpha and omega / Cruel train (1970)
- Doomsday train / Good morning day (1970)
- The smile / The flight (1970)
- Virgin / Mobilae (1971)
- Dilemma / If you could only feel it (1971
- A part of me is a part of you / When I was poor (1972)
- Down man / Summertime / Dark rose (heruitgave 1972)

### Studioalbums
- Brainbox (lp, 1969; heruitgave cd op Pseudonym met bonustracks, 1997)
- Parts (lp, 1972)
- The 3rd Flood (cd, 2011)

### Livealbums
- The Last Train (live) (cd, 2004)

### Compilatiealbums
- The Best of Brainbox (lp, 1971)
- A History (lp, 1979)
- To You (dubbel-lp, 1972; cd, 1988, 2001)
- Het Beste van Brainbox (lp, 1983)
- The Very Best Brainbox Album Ever (cd, 2002)

### Nummers alleen te vinden op verzamelalbums
- Companion, op Soundtrack Paradiso - Those Dreamy Days in Amsterdam
- Virgin, liveversie opgenomen in 1971 voor VPRO-Campus, staat op de verzamel-cd VPRO Nederpop 1968-1975

Verder bezit de VARA nog een live-opname van Brainbox uit 1968 met Jan Akkerman op gitaar en heeft het Nederlands Instituut voor Beeld en Geluid een aantal banden met live-optredens met daarop onder andere het nooit uitgebrachte nummer Graveyard.

### NPO Radio 2 Top 2000
| Nummers met noteringen in de NPO Radio 2 Top 2000 | '99 | '00 | '01 | '02 | '03 | '04 | '05  | '06  | '07  | '08  | '09  | '10  | '11  | '12 | '13 | '14  | '15  | '16  | '17  | '18  | '19  | '20  | '21  | '22  | '23  | '24  |
| ------------------------------------------------- | --- | --- | --- | --- | --- | --- | ---- | ---- | ---- | ---- | ---- | ---- | ---- | --- | --- | ---- | ---- | ---- | ---- | ---- | ---- | ---- | ---- | ---- | ---- | ---- |
| Down Man                                          | -   | 295 | -   | 419 | 382 | 349 | 332  | 407  | 381  | 378  | 504  | 582  | 724  | 867 | 872 | 1034 | 1208 | 1326 | 1276 | 1545 | 1635 | 1740 | 1883 | 1969 | -    | -    |
| Summertime                                        | 289 | 229 | 252 | 279 | 345 | 315 | 278  | 347  | 333  | 308  | 410  | 373  | 442  | 772 | 724 | 814  | 963  | 1086 | 1090 | 1538 | 1536 | 1517 | 1598 | 1806 | 1701 | 1654 |
| The Smile                                         | -   | -   | -   | -   | -   | -   | 1902 | 1368 | 1391 | 1816 | 1736 | 1610 | 1883 | -   | -   | -    | -    | -    | -    | -    | -    | -    | -    | -    | -    | -    |

1. ↑  Een '-' betekent dat het nummer niet was genoteerd en een vetgedrukt getal geeft de hoogste notering van een nummer aan.